# 周绍军
周绍军（1969年1月—），贵州石阡人，仡佬族，中国共产党党员。中华人民共和国政治人物、第十三届全国人民代表大会贵州省代表。

## 生平
2018年，周绍军被选为贵州省出席第十三届全国人民代表大会代表。